# Bátori Bence
Bátori Bence (Budapest, 1991. december 28. –) világbajnok magyar válogatott vízilabdázó.

## Pályafutása
Az Újpesti TE saját nevelésű játékosa 2008-ban az edző- és koncepcióváltáson átesett, és jelentősen megfiatalított Domino-Honvédhoz igazolt. A Vad Lajos irányította alakulattal 2010-ben Magyar Kupa-győztes lett. A 2010–2011-es szezont követően elhagyta a Honvédot, és a friss magyar bajnokcsapathoz, a ZF-Egerhez írt alá.
A 2007-es ifjúsági Európa-bajnokságon ezüstérmes, a 2008-as tornán pedig aranyérmes lett. A magyar válogatottban 2010. július 22-én mutatkozott be egy Oroszország elleni, Siracusában rendezett barátságos mérkőzésen. A nemzeti csapat Madaras Norbert vezetésével 11–10-re nyert. A korosztályos válogatottakban egyre eredményesebb Bátori a 2011-es vóloszi U20-as vízilabda-világbajnokságon 23 találattal a torna gólkirálya lett.
2020 májusában a Vasas SC játékosa lett. A 2021–22-es szezonban ötödik, majd rákövetkező évben negyedik lett csapatával a hazai bajnokságban. A 2022–23-as idény sikeres volt számára, csapatával hosszú idő után bronzérmet szereztek az első osztályban. Nem csak itthon szerepeltek jól: 21 év után nyertek újra nemzetközi trófeát, az Eurokupát hódították el a Savona elől 2023 tavaszán. A 2023–24-es szezonban újabb klubsikert zsebelhetett be csapatával, 12 év elteltével jutottak be a magyar bajnokság döntőjébe, ahol a Fradival szemben maradtak alul és a dobogó második fokára állhattak fel.

## Eredményei
- Világbajnok (Barcelona, 2013)
- Európa-bajnokság bronzérmes (Belgrád, 2016)
- Világliga ezüstérmes (Cseljabinszk, 2013)
- Világkupa ezüstérmes (Almaty, 2014)
- Universiade győztes (Gwangju, 2015)
- Magyar bajnokság
  - aranyérmes: 2011, 2013, 2014
  - ezüstérmes: 2012, 2015, 2018, 2024, 2025
  - bronzérmes: 2016, 2017, 2019
- Magyar vízilabdakupa
  - győztes 2010
  - ezüstérmes 2014
- LEN-szuperkupa győztes (1): 2017 – Szolnok
- LEN-Európa-kupa-győztes[6]

## Statisztika
A magyar válogatottban 2016. január 23-ig 58 mérkőzésen szerepelt és összesen 66 gólt dobott.

## Díjai, elismerései
- Év magyar egyetemi sportolója (2015)[7]

## Magánélete
Nős, felesége Boross Lili, akivel 2023 tavaszán kötött házasságot. Gyermekük, Hunor 2024 februárjában született.